# Niedziały (Barciany)
Niedziały (deutsch Elisenthal) ist ein Dorf in der polnischen Woiwodschaft Ermland-Masuren. Es gehört zur Gmina Barciany (Barten) im Powiat Kętrzyński (Kreis Rastenburg).

## Geographische Lage
Niedziały liegt in der nördlichen Mitte der Woiwodschaft Ermland-Masuren, sieben Kilometer südöstlich von Barciany und elf Kilometer nördlich der Kreisstadt Kętrzyn (deutsch Rastenburg).

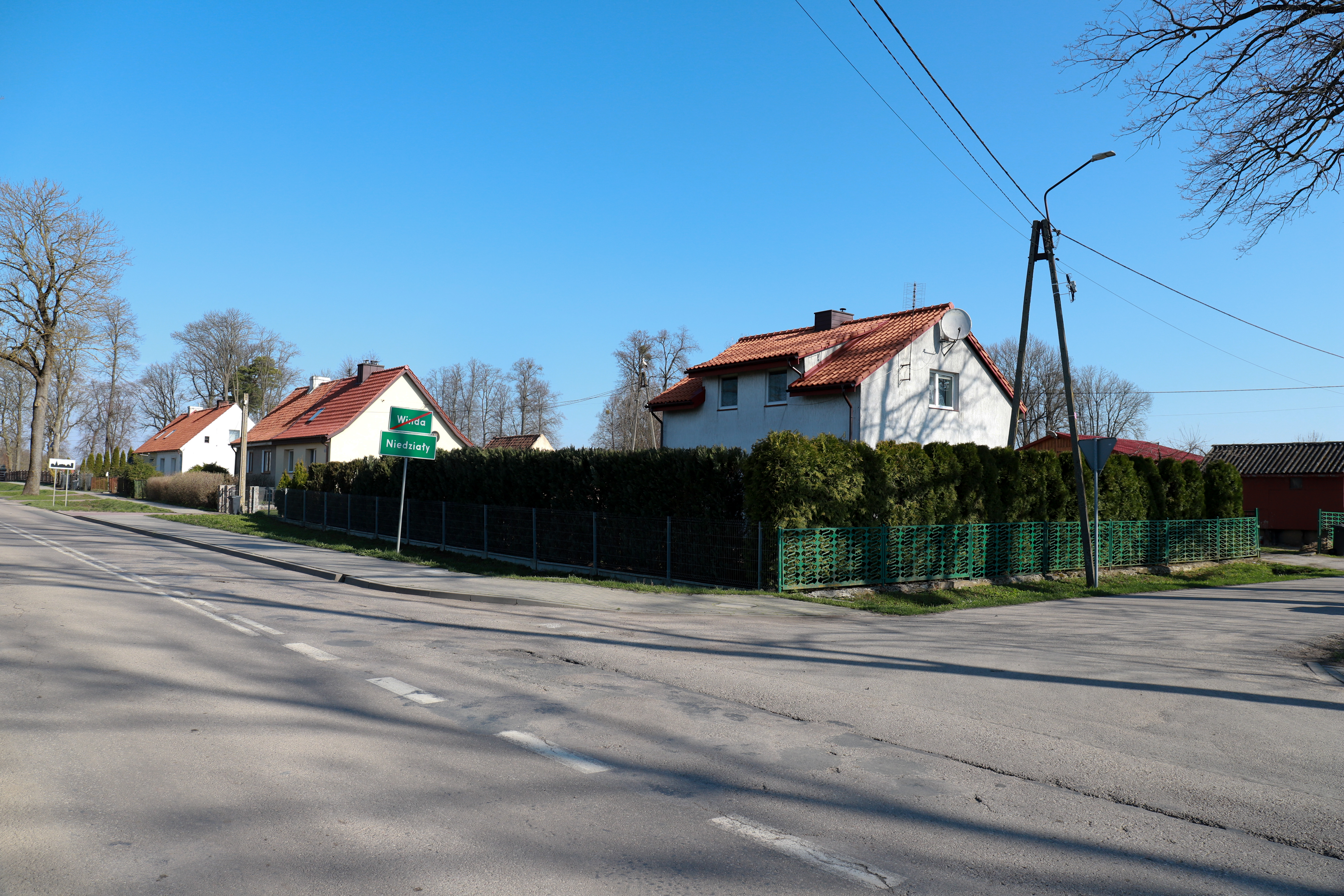
Ortseingang

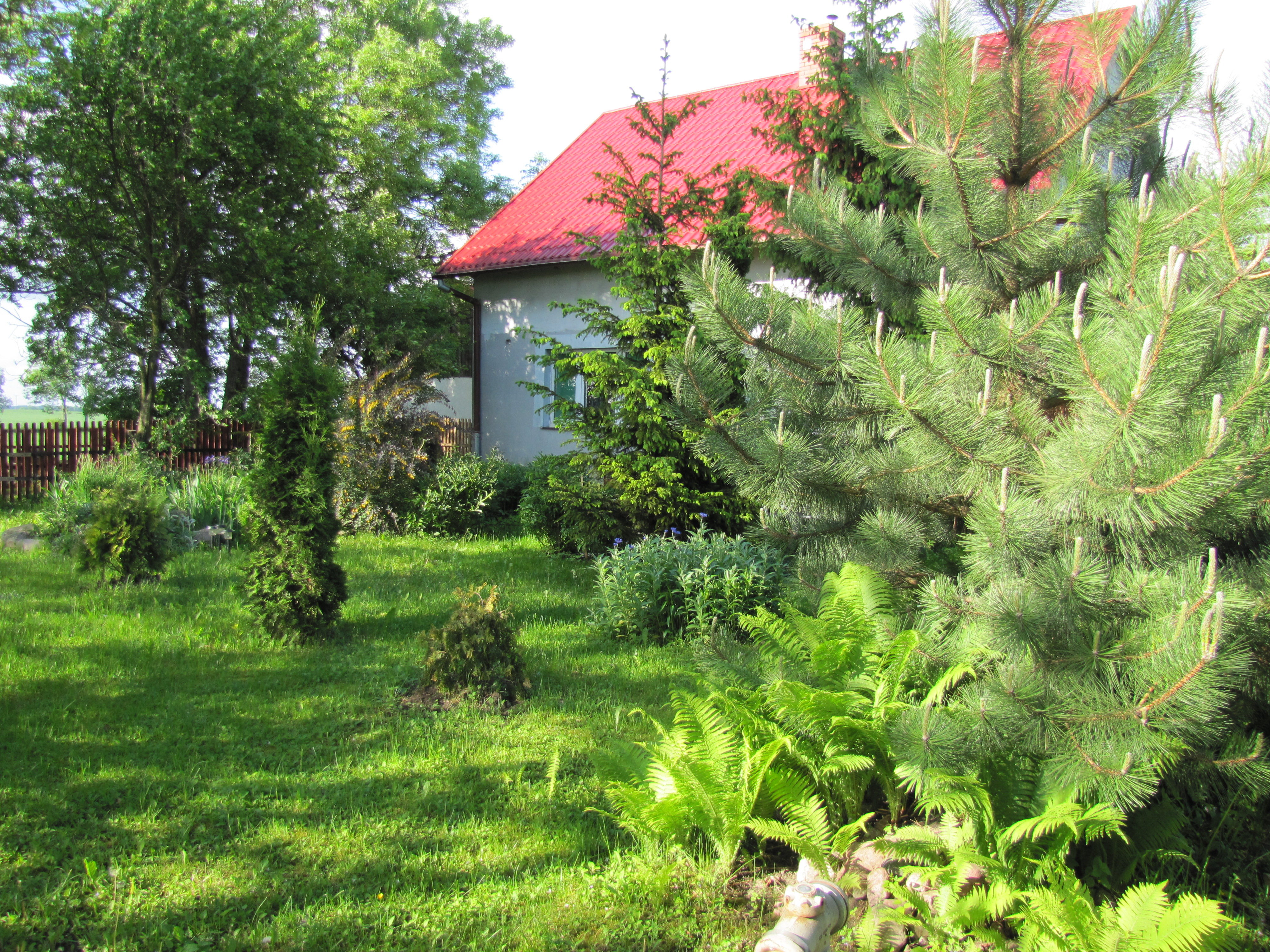
Wohnhaus in Niedziały

## Geschichte
Das frühere Gut Elisenthal, vor 1871 Adlig Elisenthal genannt, wurde am 19. März 1824 gegründet. Es war ein Wohnplatz der Landgemeinde Wehlack (polnisch Skierki) im Amtsbezirk Wehlack innerhalb des ostpreußischen Kreises Rastenburg.
1885 waren in Elisenthal 133 Einwohner gemeldet, 1905 waren es 114.
Am 30. September 1928 gab das Gut Elisenthal seine Eigenständigkeit auf und schloss sich mit der Landgemeinde Wenden (polnisch Winda) und dem Gutsbezirk Fünfhuben (Niedziałky) sowie Teilen anderer Nachbarorte zur neuen Landgemeinde Wenden zusammen.
In Kriegsfolge kam Elisenthal 1945 mit dem gesamten südlichen Ostpreußen zu Polen und erhielt die polnische Namensform „Niedziały“
Heute ist das Dorf eine Ortschaft im Verbund der Landgemeinde Barciany (Barten) im Powiat Kętrzyński (Kreis Rastenburg), bis 1998 der Woiwodschaft Olsztyn, seither der Woiwodschaft Ermland-Masuren zugehörig.
Im Jahre 2011 zählte Niedziały 138 Einwohner.

## Kirche
Bis 1945 war Elisenthal in die evangelische Kirche Wenden in der Kirchenprovinz Ostpreußen der Kirche der Altpreußischen Union sowie in die katholische Kirche Rastenburg im damaligen Bistum Ermland eingepfarrt.
Heute gehört Niedziały zur römisch-katholischen Pfarrei Winda im jetzigen Erzbistum Ermland, außerdem zur evangelischen Kirchengemeinde Barciany, einer Filialgemeinde der Pfarrei Kętrzyn in der Diözese Masuren der Evangelisch-Augsburgischen Kirche in Polen.

## Verkehr
Das Dorf Niedziały liegt an einer Nebenstraße, die Winda (Wenden) an der Woiwodschaftsstraße 591 (frühere deutsche Reichsstraße 141) mit Jankowice (Jankenwalde) und Wikrowo (Wickerau) verbindet.
Ein Bahnanschluss existiert nicht mehr. Bis 1945 war Elisenthal selber Bahnstation an der Bahnstrecke Rastenburg–Drengfurth, die von den Rastenburger Kleinbahnen betrieben wurde.